# 栃木県道340号壬生インター線

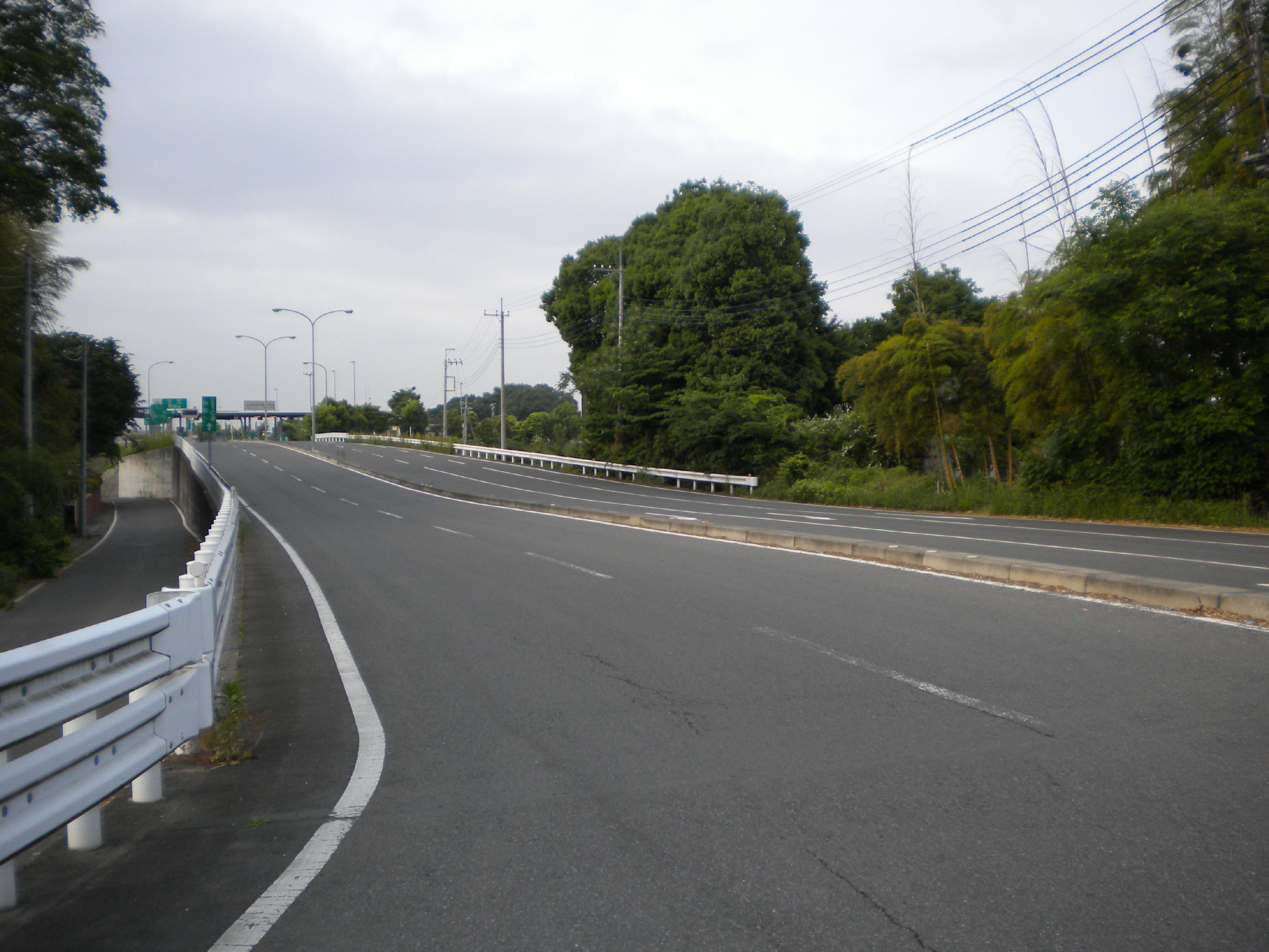
終点付近から起点方向を望む

栃木県道340号壬生インター線（とちぎけんどう340ごう みぶインターせん）は、栃木県下都賀郡壬生町に位置する一般県道である。

## 概要
北関東自動車道壬生インターチェンジの取り付け道路であり、終点で接続する県道羽生田上蒲生線、さらに羽生田上蒲生線を200mほど東に進んだ位置にあるおもちゃのまち交差点で接続する県道宇都宮栃木線（栃木街道）で宇都宮市、栃木市、下野市石橋・上三川町の各方面へ連絡している。さらにインター出口から北進方向には、「インター北通り」として獨協医科大学病院に直結する町道が整備されている。
本道路は県道羽生田上蒲生線交差点から壬生IC料金所までが県の管轄ではあるが、交差点には歩行者・自転車・125cc以下のバイク進入禁止という高速道路に準ずる規制が敷かれている標識があるため、地図サイトによっては県道として記されず高速道路と同じ色で表記されている場合がある。

## 路線データ
- 総延長：0.208km
- 実延長：0.208km[1]
- 起点：栃木県下都賀郡壬生町大字国谷（北関東自動車道壬生インターチェンジ）
- 終点：栃木県下都賀郡壬生町寿町（栃木県道71号羽生田上蒲生線交点）
- 認定：1996年（平成8年）4月1日

## 歴史
- 1996年（平成8年）4月1日 - 一般県道として認定。
- 2000年（平成12年）7月27日 - 北関東自動車道栃木都賀ジャンクション〜宇都宮上三川インターチェンジ間開業に伴い供用開始。